# Медицинский факультет Московского университета
Медици́нский факульте́т Моско́вского университе́та — старейший в Российской империи медицинский факультет, один из первых трёх факультетов Московского университета, основанных согласно Проекту об учреждении Московского университета в 1755 году. Преподавание на факультете началось в 1758 году.
После реорганизации Императорского Московского университета в 1917 году медицинский факультет вошёл в состав Московского государственного университета имени М. В. Ломоносова (МГУ).
В 1930 году факультет был отделён от МГУ и преобразован в Первый медицинский институт.

## История

### XVIII век
При создании в 1755 году московского университета в нём было организовано три факультета: факультет философии, факультет права и факультет медицины (медический, как назвали его в то время). По проекту на медицинском факультете предполагались 3 профессора: «1) доктор и профессор химии должен обучать химии, физике и аптекарскому умению; 2) доктор и профессор натуральной истории должен на лекциях показывать разные роды минералов, трав и животных; 3) доктор и профессор анатомии обучать должен и показывать практикою строение тела человеческого на анатомическом театре и приучать студентов к медицинской практике». Первым получившим «для подачи в Московский университет» синодский указ (1755) и расписавшимся в его получении был Семён Герасимович Зыбелин, будущий известный профессор медицинского факультета, которому и принадлежит честь называться первым студентом Московского университета. Университет расположился в здании Главной аптеки, возле Кремля у Воскресенских ворот.
Обучение в университете было построено по классической европейской системе: 2—3 года «приуготовительные» предметы на философском факультете, затем студент мог продолжить обучение на медицинском факультете.
В ноябре 1757 года для организации врачебного курса куратор Московского университета И. И. Шувалов подписал договор с первым профессором медицинского факультета, врачом из Лейдена, Иоганном Христианом Керштенсом. С этого момента начинается развитие медицинского образования в Московском университете. Керштенс с сентября 1758 года должен был читать химию («с применением химии аптекарской») и металлургию, а также подготовительный курс физики и минералогии.
Всю преподавательскую работу на медицинском факультете до 1764 года вёл профессор И. Х. Керштенс; в 1764 году к нему присоединился профессор И. Ф. Эразмус. Первый читал курс медицинского веществословия (фармакологии), а второй — анатомию, хирургию и «бабичьее искусство» (акушерство). Преподавание на медицинском факультете поначалу ограничивалось чтением лекций. При изучении анатомии упражнения на трупах не производились, операции на живых людях делались очень редко; больные, находившиеся в больницах, служили только для показа студентам главных симптомов болезней и для указания применяемой при различных заболеваниях терапии. Окончание курса медицинского факультета ещё не давало право на занятие врачебным делом. Для этого необходимо было пройти практику в госпитале (не менее года) под руководством опытного врача и сдать лекарский экзамен.
В 1768—1775 годах преподавать на факультете стали уже его воспитанники: «врачебное веществословие» и «теоретическую химию» читал П. Д. Вениаминов, а после его смерти — С. Г. Зыбелин, который преподавание анатомии и хирургии передал Ф. Ф. Керестури. Патологию, терапию и физиологию до 1788 года читал И. А. Сибирский.
Указом Екатерины II от 29 сентября 1791 года медицинскому факультету было предоставлено право давать своим выпускникам степень доктора медицины, которое до этого принадлежало медицинской коллегии. В 1794 году Ф. И. Барсук-Моисеев был удостоен степени доктора медицины за диссертацию «De respiratione» («О дыхании»).
В течение XVIII века на трёх кафедрах медицинского факультета было подготовлено 36 выпускников, 26 из которых стали докторами медицины, а из них 17 — профессорами.

### XIX век
К началу XIX века на факультете преподавали (по свидетельству М. К. Любавского) пять профессоров: Ф. Ф. Керестури читал анатомию, а также хирургию и судебную медицину; Ф. Г. Политковский — практическую медицину; В. М. Рихтер — хирургию и повивальное искусство; Ф. И. Барсук-Моисеев — физиологию, патологию и терапию. Преподавание носило чисто демонстративный характер; только с 1798 года студентов стали направлять на несколько месяцев в лефортовский госпиталь на практику, для чего была выделена специальная палата на шесть коек.
Университетский устав 1804 года предусматривал увеличение числа профессоров до двенадцати и, соответственно, увеличение количества дисциплин. На отделении (факультете) врачебных или медицинских наук назначались профессора:
- анатомии, физиологии и судебной врачебной науки;
- патологии, терапии и клиники;
- врачебного веществословия, фармации и врачебной словесности;
- хирургии;
- повивального искусства;
- скотолечения.

В соответствии с § 7 Устава при университете должны были открыться: медицинский клинический институт; хирургический клинический институт; институт повивального искусства. Первыми профессорами, которые стали проводить в открывшихся клиниках с 1805 года демонстрации больных и хирургических операций, были Ф. Г. Политковский (терапия), Ф. А. Гильтебрандт (хирургия) и В. М. Рихтер (акушерство). Однако окончательное внедрение клинического преподавания произошло лишь в конце 1820-х годов усилиями профессора М. Я. Мудрова, вернувшегося в университет в 1808 году.
Деканом факультета с 1804 года был Ф. Г. Политковский, читавший кроме практической медицины, специальную патологию («Носологию»). В это время Ф. И. Барсук-Моисеев читал историю медицинской литературы и диэтетику; Ф. А. Гильтебрандт, кроме практической хирургии — «о глазных болезнях с хирургическими операциями»; также преподавали И. Ф. Венсович, И. С. Андреевский, Н. Г. Щёголев, И. П. Воинов, С. А. Немиров (адъюнкт при Политковском), И. Е. Грузинов, В. М. Котельницкий.
После смерти Политковского в 1809—1811 годах деканом был И. Ф. Венсович; затем: М. Я. Мудров (с 1813, с 1820 и с 1824), В. М. Котельницкий (с 1814), дважды Е. О. Мухин (1815—1817 и 1821—1824), Х. Г. Бунге (с 1818) и длительное время (1825—1835) возглавлял факультет В. М. Котельницкий.
В ходе отечественной войны 1812 года большая часть профессоров и студентов-медиков поступили в распоряжение армии, где оказывали практическую помощь раненым. За время войны медицинский факультет потерял многих профессоров, преподавателей, студентов. Сгорели главный корпус университета, библиотека, музей, ботанический кабинет, анатомический институт. В меньшей степени пострадали от огня клинический институт и медицинские книгохранилища. Большая заслуга в восстановлении и расширении медицинского факультета после ухода наполеоновских войск принадлежит профессору и декану факультета М. Я. Мудрову, который добился открытия при университете клинического института на 50 коек.
В 1819 году Х. И. Лодер, построивший анатомический театр в Москве, начал в нём для студентов Московского университета читать лекции по анатомии, иллюстрируя их операциями над трупами.
По Уставу 1835 года для Московского, Харьковского и Казанского университетов в составе медицинского факультета были предусмотрены 10 кафедр; но в Московском университете после согласований между Советом университета и Министерством народного просвещения число кафедр было увеличено до 12 и были сформированы следующие кафедры:
1. анатомия здорового и больного человеческого тела
2. физиология и общая патология
3. фармация, рецептура, токсикология и изложение минеральных вод (в смысле химическом)
4. общая терапия, гигиена, врачебное веществословие и изложение минеральных вод (в смысле врачебном)
5. частная патология и терапия
6. клиника внутренних болезней (терапевтическая), учение о душевных болезнях и патологическая семиотика
7. хирургия умозрительная (общая и частная хирургия с наукой о переломах и вывихах)
8. хирургия оперативная, с клиникой и анатомией хирургической
9. наука о глазных болезнях и десмургия
10. повивальное искусство (акушерство, женские и детские болезни и акушерская клиника)[Комм 2]
11. судебная медицина и медицинская полиция
12. скотолечение

Был зафиксирован пятилетний срок обучения, установлены набор и последовательность учебных курсов. На медицинском факультете в это время было наибольшее число учащихся: 176 — в 1836 году (на философском — 130, на юридическом — 135).
В 1845 году к Медицинскому факультету была присоединена Московская медико-хирургическая академия (ММХА), в связи с чем была утверждена новая структура из 11 кафедр:
1. анатомии физиологической с микрографией
2. физиологии здорового человека
3. патологической анатомии и физиологии
4. общей терапии и врачебного веществословия
5. оперативной хирургии
6. теоретической хирургии с офтальмиатрией
7. частной терапии
8. терапевтической факультетской клиники с семиотикой
9. акушерства
10. государственного врачебноведения (судебной медицины, гигиены, медицинской полиции, врачебного законоведения, ветеринарной полиции
11. хирургической госпитальной клиники.

Устав 1863 года предусматривал в структуре факультета 17 кафедр и клиник, а Уставом 1884 года на факультете было установлено 20 кафедр и клиник.
Количество студентов медицинского факультета с нескольких десятков в начале XIX века быстро выросло до уровня в 300—400 чел. (1830—1860 гг.),  превысило одну тыс. студентов (в начале XX века), и 1367 студентов (в 1917).
Во время Первой мировой войны около половины преподавательского состава факультета была призвана на военную службу. Студенты старших курсов призывались в армию в качестве зауряд-врачей.
Срок обучения студентов на медицинском факультете составлял 4 года (последняя треть XVIII — первая треть XIX) и 5 лет (с 1835).
Медицинский факультет в XIX веке дал много ценных научных открытий, большое количество научных трудов, выдвинул ряд блестящих преподавателей и содействовал успешному развитию отечественной науки. В Московском университете учились и работали основоположники клинических направлений отечественной медицины И. М. Сеченов (физиология), Н. И. Пирогов и Н. В. Склифосовский (хирургия), М. Я. Мудров, Г. А. Захарьин и С. П. Боткин (терапия), Н. Ф. Филатов (педиатрия), В. Ф. Снегирёв (гинекология), А. Я. Кожевников и Г. И. Россолимо (неврология), С. С. Корсаков и В. П. Сербский (психиатрия), Ф. И. Синицин (урология), Ф. Ф. Эрисман (гигиена).
В конце XIX и начале XX века для получения звания врача требовалось в течение пятилетнего срока обучения пройти десять семестров медицинского факультета и сдать государственные экзамены специальной медицинской испытательной комиссии.

### Медицинский факультет МГУ (1917—1930)
После революции 1917 года на медицинский факультет вернулись многие профессора, покинувшие Московский университет в связи с «Делом Кассо»: И. П. Алексинский, Г. И. Россолимо, П. А. Минаков, А. Б. Фохт, В. Д. Шервинский, Ф. А. Рейн и др.
В период Гражданской войны, когда вспыхнули тяжёлые эпидемии сыпного тифа, «испанского гриппа», профессора, преподаватели и студенты медицинского факультета активно участвовали в борьбе с этими болезнями; студенты работали санитарами, дезинфекторами, медбратьями и медсёстрами на эвакуационных пунктах московских вокзалов, в военных и гражданских сыпно-тифозных госпиталях.
Количество учебных предметов на медицинском факультете (в 1920-е гг.) оказалось значительно больше, чем в течение пяти лет могли освоить студенты «со средними способностями». В результате, вначале упала успеваемость и выросло число студентов, условно переведенных на следующие курсы, и, наконец, фактическая продолжительность обучения на медицинском факультете Московского университета увеличилась до шести и более лет. Государство, остро нуждавшееся во врачебных кадрах, не стало мириться с таким положением дел. В 1930 году последовали два судьбоносных для медицинского факультета Московского университета правительственных постановления:
- Постановление СНК «О реорганизации подготовки врачебных кадров» (19 июня 1930), устанавливающее жёсткие сроки обучения, а также вводящее двухэтапную модель подготовки врача, предполагавшую годичную практическую стажировку в лечебных учреждениях.
- Постановление ЦИК и СНК (23 июня 1930), выводящее медицинский факультет из состава Московского университета, и его преобразование в самостоятельный вуз, получивший название 1-го Московского медицинского института (1-й ММИ), и подчинён Наркомздраву.

После награждения Орденом Ленина в 1940 году 1-й ММИ был переименован в Первый Московский Ордена Ленина медицинский институт (1-й МОЛМИ); в 1990 году он был реорганизован в Московскую медицинскую академию (ММА). С 2010 года после очередной реорганизации носит нынешнее название: Первый Московский государственный медицинский университет имени И. М. Сеченова (Первый МГМУ).

### Медицинский факультет МГУ: настоящее время
Преподавание медицины в Московском университете было восстановлено через 62 года после вывода медицинского факультета из состава университета. В 1992 году ректор МГУ, академик РАН, профессор Виктор Антонович Садовничий подписал приказ о создании Факультета фундаментальной медицины. 
Первым деканом стал профессор, доктор медицинских наук Олег Стефанович Медведев. 
С 2000 года факультет возглавляет академик РАН, профессор Всеволод Арсеньевич Ткачук.

## Клиники Московского университета
Большое значение для практического изучения медицины играли университетские клиники медицинского факультета.
В здании университетской больницы на Никитской улице были открыты (сентябрь 1805 — январь 1806) первые университетские клиники, состоящие из трёх институтов: хирургического (зав. — проф. Ф. А. Гильтенбрандт), клинического (зав. — проф. Ф. Г. Политковский) и повивального (зав. — проф. В. М. Рихтер).

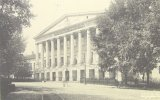
Ново-Екатерининская больница

В составе университета были созданы (1845) факультетская клиника из трёх отделений (терапевтического, хирургического и акушерского); госпитальная из двух отделений (терапевтического и хирургического) в Екатерининской больнице; клиника госпилальной офтальмиотрии в Московской глазной больнице и поликлиника. Факультетская клиника также разместилась в бывших зданиях ММХА на улице Рождественка.
Существенные изменения в преподавание клинических дисциплин на факультете, разработанные по инициативе профессоров Н. И. Пирогова и Ф. И. Иноземцева, были внесены «Дополнительным постановлением о медицинском факультете» (1845), которым была значительно расширена клиническая база факультета. Клиническое обучение стало преследовать более широкие цели, стремясь развить навыки всестороннего обследования больных, для чего необходимо было, чтобы больные находились под постоянным наблюдением преподавателей и учащихся. Такие условия могли обеспечить разнопрофильные клиники с большим количеством кроватей. В 1890-х годах Московский университет создал Клинический городок на Девичьем поле, состоявший из более чем десятка новых клиник и институтов.
Московская городская дума удовлетворила просьбу университета об уступке участка земли на Девичьем поле под строительство новых клиник и институтов (1884), на котором на средства меценатов были построены и оснащены: факультетская терапевтическая и факультетская хирургическая клиники, клиника нервных болезней, пропедевтическая терапевтическая клиники, институты фармакологии, общей патологии, патологической анатомии, гигиены (1890).

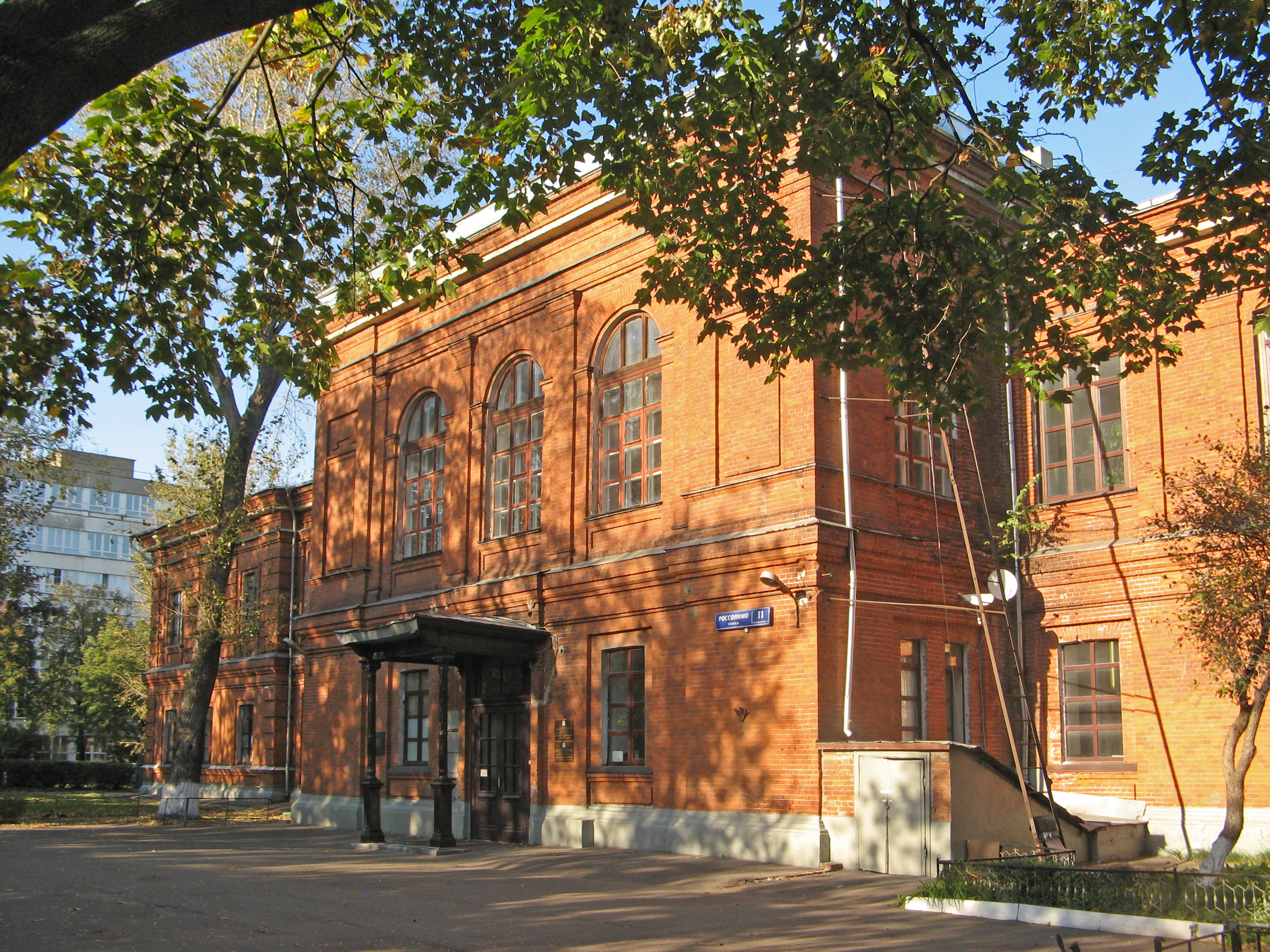
Здание психиатрической клиники

При факультете были открыты: Бактериологический институт (1895), Клиника болезней уха, горла и носа (1896), общеклиническая амбулатория с поликлиникой внутренних болезней (1896).
В общей сложности в начале XX века медицинский факультет Московского университета насчитывал 13 клиник и 12 институтов.
Научные институты медицинского факультета МГУ после его выделения в самостоятельный вуз (1930) были расформированы. Наиболее крупные из них, были выделены в самостоятельные НИИ и переданы Наркомздраву, остальные слиты с кафедрами и клиниками.

## Медицинский институт при Московском университете
Медицинский институт был создан при Московском университете в соответствии с постановлением Министерства духовных дел и народного просвещения (19.4.1819).
Идея организации самостоятельных медицинских институтов при университетах, где уже есть профессора, учебные пособия, клиническая база, принадлежала генералу С. К. Вязьмитинову. Целью медицинских институтов являлась подготовка и выпуск врачей с правом на практику. Помимо Московского университета такие институты были открыты также при Виленском и Дерптском университетах (1819—1820).
Для медицинского института и клинических институтов Московского университета было открыто новое здание на Никитской улице (25.9.1820), где размещались казённокоштные воспитанники медики (100 человек) и осуществлялся приём больных (общим числом на 50 коек). В медицинский институт без ограничения принимались выходцы из податных сословий, составлявшие значительную часть его воспитанников.
Создание медицинского института стало важным шагом на пути полной переориентации медицинского факультета Московского университета на подготовку и выпуск врачей с правом на практику. Существование медицинского института при Московском университете было закреплено в Уставе 1835 и Дополнительных правилах о медицинском факультете Московского университета (1845), но Уставом 1863 было упразднено.

## Медицинские степени и звания
Медицинские степени и звания впервые появились в Императорском Московском университете, согласно указу императрицы Екатерины II «О предоставлении Московскому университету права давать докторскую степень обучающимся в оном врачебным наукам» (29.9.1791). В XIX веке степени и звания в области медицины, в отличие от остальных университетских наук, определялись специальными положениями. В 1803—1838 медикам присваивались учёные степени «лекарь», «магистр» и «доктор». Согласно «Правилам испытания медицинских, ветеринарных и фармацевтических чиновников и вообще лиц, занимающихся врачебной практикой» (1838), вводились учебно-практические звания: «лекарь», «медико-хирург» (упразднено в 1845), «доктор медицины», «доктор медицины и хирургии». Каждое звание свидетельствовало о должностном положении и научном цензе. Звание «лекарь» присваивалось выпускникам университетов и Медико-хирургической академии. «Доктор медицины» сверх практических врачебных званий должен был обладать «неоспоримыми доказательствами своей учёности». Звание «доктор медицины и хирургии» требовало «специальных теоретических и практических знаний по хирургии». По Уставу 1884 триада докторских степеней была заменена одной — «доктор медицины» (отменена в 1918).

## Персоналии

### Профессора медицинского факультета
Первые профессора медицинского факультета: И. Х. Керштенс, И. Ф. Эразмус, М. И. Скиадан, Ф. Ф. Керестури, С. Г. Зыбелин, П. Д. Вениаминов, В. М. Рихтер – внесли радикальные изменения в программу обучения, приведя ее в соответствие с европейскими стандартами середины XVIII века.
В первой половине XIX века в состав профессоров медицинского факультета входили выдающиеся российские учёные: Е. О. Мухин, Х. И. Лодер, П. П. Эйнбродт, А. М. Филомафитский, И. Т. Глебов, А. И. Полунин, Н. Б. Анке, М. Я. Мудров, И. Е. Дядьковский, А. И. Овер, И. В. Варвинский, Г. И. Сокольский, Ф. И. Иноземцев.
Благодаря открытию новых клиник и институтов на Девичьем поле (с 1890) преподавание и научно-исследовательская деятельность на факультете расширилась. Здесь работали и преподавали выдающиеся учёные: А. И. Бабухин, Г. Н. Габричевский, В. С. Гулевич, И. М. Сеченов, А. Б. Фохт, Г. П. Сахаров, П. А. Минаков; терапевты: Г. А. Захарьин, С. П. Боткин, А. А. Остроумов и их ученики — Н. Ф. Филатов и А. Я Кожевников; хирурги: Н. В. Склифосовский, А. А. Бобров, П. И. Дьяконов, А. В. Мартынов.
Во второй половине XIX века на медицинском факультете получила широкое развитие педиатрия, основоположниками которой в России были профессора Н. А. Тольский и Н. Ф. Филатов.
Кафедрой акушерства и женских болезней в XIX веке руководили профессора: В. И. Кох, который первым начал чтение лекций по акушерству на русском языке, А. М. Макеев, Н. И. Побединский. От кафедры акушерства была отделена кафедра гинекологии (1875), которой заведовал В. Ф. Снегирёв, а затем один из учеников его школы А. П. Губарев, который руководил гинекологической клиникой до 1922.
Во второй половине XIX века на медицинском факультете начинают обособляться в отдельные дисциплины невропатология и психиатрия. Создателем кафедры по изучению нервных болезней был профессор А. Я. Кожевников, среди учеников которого учёные-психиатры: С. С. Корсаков, В. К. Рот, Л. О. Даркшевич, Г. И. Россолимо, Л. С. Минор, В. А. Муратов. На медицинском факультете была организована кафедра психиатрии и психиатрическая клиника (1887) под руководством С. С. Корсакова, после которого кафедрой руководили профессор В. П. Сербский и Ф. Е. Рыбаков.
Базой для развития офтальмологии стала глазная клиника, созданная на Девичьем поле (1891), руководителем которой стал профессор А. Н. Маклаков, которого на этом месте сменил А. А. Крюков.
Заведующим, выстроенной на Девичьем поле клиники болезней уха, носа и горла (1896), был назначен С. Ф. фон Штейн, после которого заведующим назначается (1915) профессор А. Ф. Иванов, который руководил клиникой до 1934.
Развитие урологии, как самостоятельной дисциплины, связано с именем профессора Ф. И. Синицина,принявшего активное участие в создании урологической клиники Московского университета.
Первым профессором кафедры гигиены стал профессор Ф. Ф. Эрисман, из школы которого вышли врачи-гигиенисты С. Ф. Бубнов и С. С. Орлов.
Студенческие волнения (1890-х[уточнить] гг.) привели к увольнению вступившегося за студентов профессора Ф. Ф. Эрисмана, отставкой Г. А. Захарьина и уходом из университета не пожелавших работать в таких условиях А. А. Остроумова и Л. Е. Голубинина.
В результате «Дела Кассо» (1911) факультет потерял больше половины своего профессорско-преподавательского состава, покинувшего университет в знак протеста против политики органов государственной власти.

### Деканы медицинского факультета
- Ф. Ф. Керестури (1803—1805)
- Ф. И. Политковский (1805—1807)
- В. М. Рихтер (1807—1809)
- И. Ф. Венсович (1809—1810)
- Ф. А. Гильтебрандт (1810—1812)
- М. Я. Мудров (1812—1815)
- В. М. Котельницкий (1815—1816)
- Е. О. Мухин (1816—1818)
- Х. Г. Бунге (1818—1819)
- М. Я. Мудров (1819—1820)
- Е. О. Мухин (1820—1825)
- М. Я. Мудров (1825—1827)
- В. М. Котельницкий (1827—1828)
- М. Я. Мудров (1828—1830)
- В. М. Котельницкий (1830—1832)
- Х. Г. Бунге (1832—1833)
- А. А. Альфонский (1833–1834)
- Х. Г. Бунге (1834—1835)
- А. А. Альфонский (1836–1842)
- А. Е. Эвениус (1843–1847)
- А. М. Филомафитский (1847–1848)
- Л. С. Севрук (1848–1850)
- Н. Б. Анке (1850–1863)
- А. И. Полунин (1863–1878)
- И. Ф. Клейн (1878–1879)
- Г. А. Гивартовский (1879–1880)
- Н. А. Тольский (1880–1882)
- Н. В. Склифосовский (1882–1888)
- И. Ф. Клейн (1888–1894)
- И. Н. Нейдинг (1894—1904)
- И. Ф. Клейн (1904–1906)
- Д. Н. Зёрнов (1906–1914)
- Н. А. Митропольский (1914–1918)
- А. Б. Фохт (1918–1919)
- А. В. Мартынов (1919–1922)
- И. К. Спижарный (1922–1924)
- А. И. Абрикосов (1924–1930)
- И. И. Проппер (1930)

### Доктора медицины Московского университета
См. Список докторов медицины Московского университета

### Выпускники
См. Выпускники медицинского факультета Московского университета

## Комментарии
1. ↑  В их числе: Ф. И. Барсук-Моисеев, П. Д. Вениаминов, И. Ф. Венсович, И. П. Воинов, И. А. Двигубский, С. Г. Зыбелин, И. П. Каменский, В. М. Котельницкий, Ф. К. Курика, Ф. Г. Политковский, В. М. Рихтер, И. А. Сибирский
2. ↑  Здесь также было положено изучать способ прививания оспы.